# Andura, Bidar
Andura là một làng thuộc tehsil Bidar, huyện Bidar, bang Karnataka, Ấn Độ.